# Rifugio Crête Sèche
Il rifugio Crête Sèche (pron. fr. AFI: [kʁɛt sɛʃ] - 2.410 m s.l.m.) è un rifugio del CAI sito nelle Alpi Pennine; è stato edificato nel 1982 nel comune di Bionaz, all'imbocco della Comba di Crête Sèche, vallone laterale della  Valpelline e culminante nel Colle di Crête Sèche.

## Caratteristiche ed informazioni
Il rifugio sorge presso il Berrio di Governo, masso erratico posto al sommo di una morena che digrada verso la  Valpelline, nel luogo dove a fine ‘700 era stato messo un posto di guardia.
La struttura conta 86 posti letto e costituisce un'importante base d'appoggio sia per gli amanti della roccia, sia  per chi preferisce camminare.

## Accessi
Il percorso normale per accedere al rifugio inizia dalla frazione Rû (1696 m) di Bionaz: la salita richiede circa 2 ore 15 min di cammino ed il superamento di circa 715 m di dislivello; il percorso si sviluppa su carrareccia fino a circa 2160 m, quindi su sentiero privo di difficoltà tecniche.

## Ascensioni
- Becca d'Épicoun - 3.529 m
- Monte Gelé - 3.519 m
- Becca di Chardoney - 3.447 m
- Mont Serf - 3.441 m.

## Traversate
- Rifugio Prarayer - 2.005 m
- Cabane de Chanrion - 2.462 m